# Veni Creator Spiritus

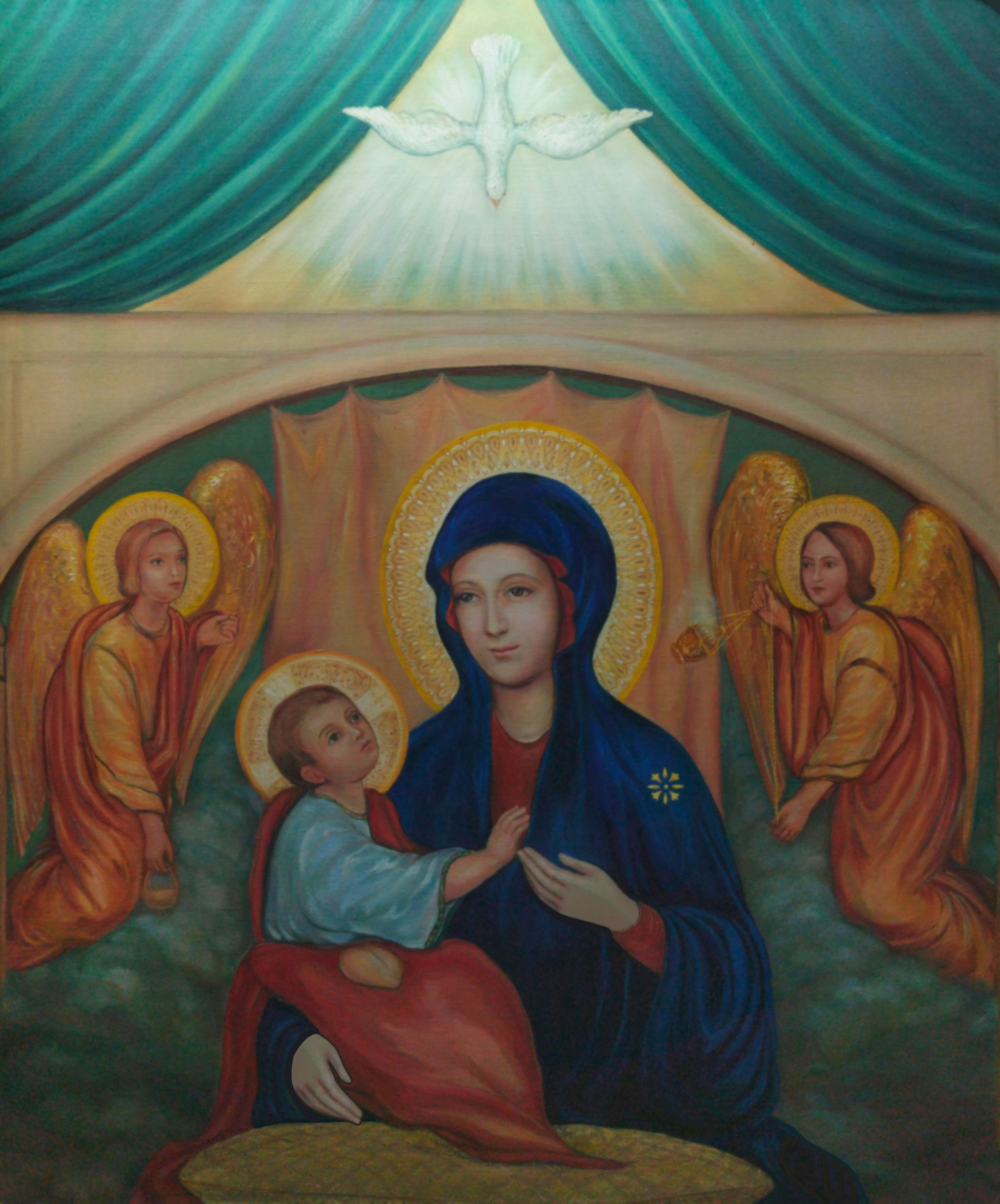
Nuestra Señora del Divino Amor representa la súplica al Espíritu Santo

Veni Creator Spiritus es un himno cristiano en latín que invoca al Espíritu Santo. El texto procede del siglo IX y se suele atribuir a Rabano Mauro. 

## Texto

### Texto actual en la Iglesia Católica
| Latín                                                                                               | Castellano |
| --------------------------------------------------------------------------------------------------- | --- |
| Veni Creator Spiritus, Mentes tuorum visita, Imple superna gratia, Quae tu creasti, pectora.        | Ven Espíritu Creador; visita las almas de tus fieles. Llena de la divina gracia los corazones que Tú mismo has creado.                                    |
| Qui diceris Paraclitus, Altissimi Donum Dei *, Fons vivus, ignis, charitas, Et spiritalis unctio.   | Tú llamado Paráclito, don de Dios altísimo, fuente viva, fuego, caridad y espiritual unción.                                                              |
| Tu septiformis munere, Dextrae Dei tu digitus **, Tu rite promissum Patris, Sermone ditans guttura. | Tú derramas sobre nosotros los siete dones; Tú el dedo de la mano de Dios, Tú el prometido del Padre, pones en nuestros labios los tesoros de tu palabra. |
| Accende lumen sensibus, Infunde amorem cordibus, Infirma nostri corporis, Virtute firmans perpeti.  | Enciende con tu luz nuestros sentidos, infunde tu amor en nuestros corazones y con tu perpetuo auxilio, fortalece nuestra frágil carne.                   |
| Hostem repellas longius, Pacemque dones protinus; Ductore sic te praevio, Vitemus omne noxium.      | Aleja de nosotros al enemigo, danos pronto tu paz, siendo Tú mismo nuestro guía evitaremos todo lo que es nocivo.                                         |
| Per te sciamus da Patrem Noscamus atque Filium; Teque utriusque Spiritum Credamus omni tempore.     | Por Ti conozcamos al Padre y también al Hijo y que en Ti, que eres el Espíritu de ambos, creamos en todo tiempo.                                          |

- [*] En algunas variaciones aparece como Donum Dei Altissimi.
- [**] En otros textos aparece como Digitus Paternae Dextrae.

### Séptima estrofa
En varios manuscritos aparece una séptima estrofa que, según algunos académicos, se remontaría al mismo Rabano Mauro. Al evisar la Liturgia de las Horas en la reforma litúrgica de los años 1960-1970 (Concilio Vaticano II), los expertos consideraron que la sexta estrofa del himno era ya la doxología propia, y que la séptima procede de un himno diverso.
| Latín                                                                                           | Castellano |
| ----------------------------------------------------------------------------------------------- | --- |
| Deo Patri sit gloria Natumque qui a mortuis Surrexit, ac Paraclito In saeculorum saecula, Amen. | Gloria a Dios Padre y al Hijo que resucitó de entre los muertos, y al Espíritu Consolador, por los siglos de los siglos, Amén-. |

## Música
Este texto se ha conservado en canto llano (Graduale Romanum, Solesmes, 1961, p. 150) en forma estrófica, es decir, de modo que la misma melodía se repite en cada estrofa con diferente letra. El texto ha sido puesto en música en numerosas ocasiones a lo largo de la historia en obras de Michel-Richard Delalande, Niccolò Jommelli, Karol Szymanowski, Maurice Duruflé y Arvo Pärt, entre los más destacados, y es utilizado también en la primera parte de la 8.ª Sinfonía de Gustav Mahler. 

## Uso
Tradicionalmente y en la actualidad en la Iglesia católica latina es el himno de las vísperas de la solemnidad de Pentecostés. 
Se suele cantar al comienzo de ciertos actos en los que se quiere invocar al Espíritu Santo de modo solemne, p. ej. al inicio de ciertos actos académicos solemnes en las universidades. Esto es un vestigio del origen eclesiástico de la institución universitaria. 
Se canta durante el rito de la ordenación de los obispos, en el momento de la imposición de las manos por parte del obispo y antes de la oración consagratoria. Antes del Concilio Vaticano II, la primera estrofa se cantaba de rodillas (incluido el obispo) y, mientras el coro continuaba con la segunda, el obispo se levantaba para ungir las manos.
Es el único himno del Breviario Romano conservado por la Comunión Anglicana, incluido en el Libro de Oración Común.

## Indulgencia
En la Iglesia Católica Romana, el Enchiridion Indulgentiarum de 2004 concede indulgencia plenaria o parcial según las circunstancias.

## Tradiciones
Antiguamente en las rúbricas de los rituales y devocionarios católicos se decía que la primera estrofa del Veni Creator Spiritus se debía cantar de rodillas y el resto de pie.
En el cónclave se canta en la Capilla Sixtina antes de que el maestro de ceremonias pronuncie el "Extra omnes" (expresión latina que significa "¡Todos fuera!") en voz alta.